# Sponung

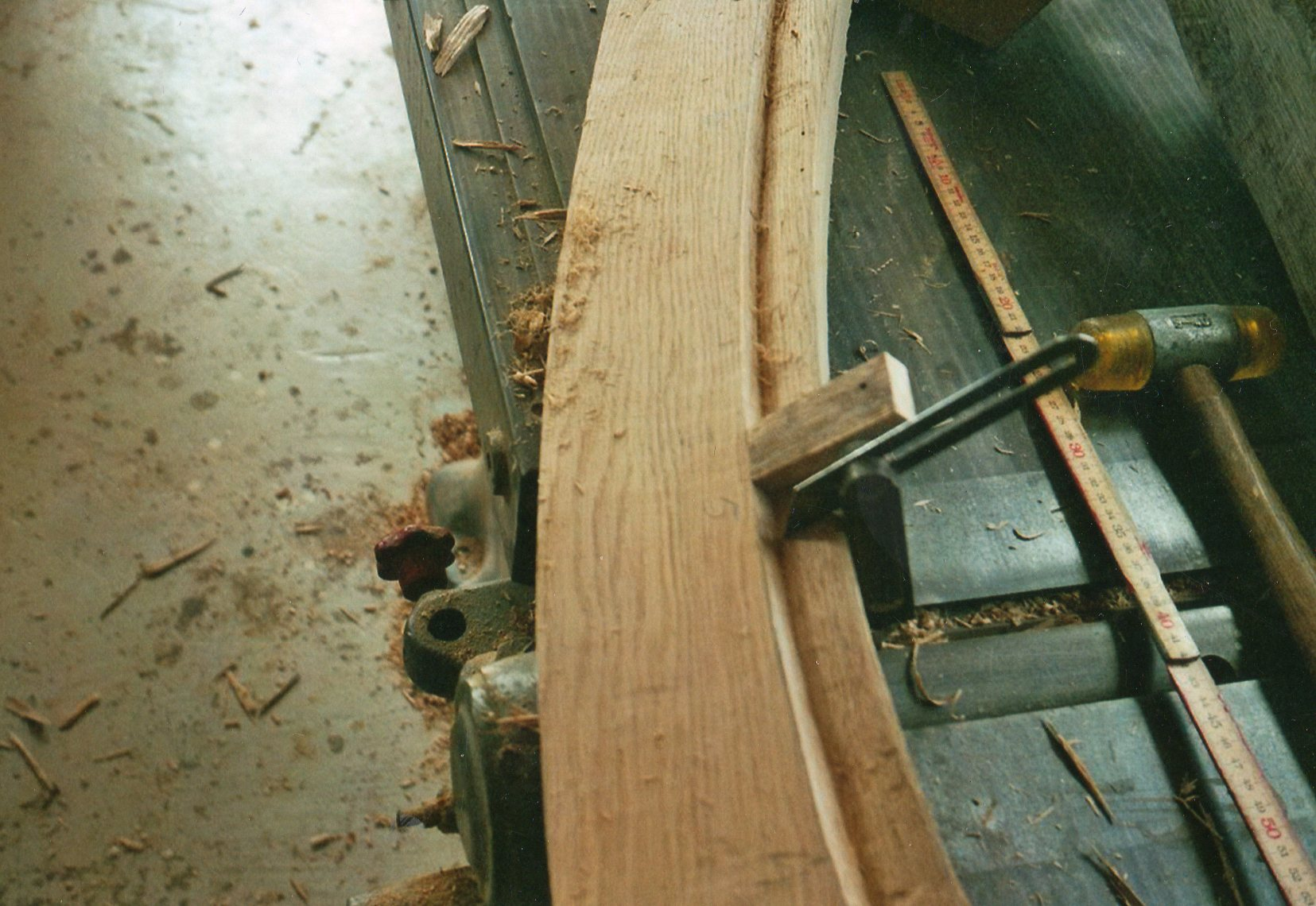
Sponung im Steven während der Bearbeitung

Die Sponung bei hölzernen Booten und Schiffen ist ein Falz auf beiden Seiten des Vorderstevens, des Kiels und des Achterstevens. In der Sponung werden die Planken eingelegt und befestigt, so dass am Übergang zu Steven und Kiel keine Fuge entsteht. Bei traditionellen Bauweisen wird die entstehende Naht kalfatert. Zur Planung und zeichnerischen Darstellung der Linien eines Bootes im Linienriss wird die Außenkante der Sponung verwendet.